# Chapelle Sainte-Croix de Forbach
Pour les articles homonymes, voir Sainte-Croix.
La chapelle Sainte-Croix est un édifice de culte catholique érigé au XIIIe siècle sur le mont Sainte-Croix (Kreuzberg) à l’est de Forbach en Moselle. Par sa position, elle domine toute la  boutonnière du Warndt et, des abords de la chapelle, le promeneur bénéficie d'une vue imprenable sur la région. La chapelle fait partie du chemin de Saint-Jacques-de-Compostelle en provenance de Sarre et à destination de Metz.

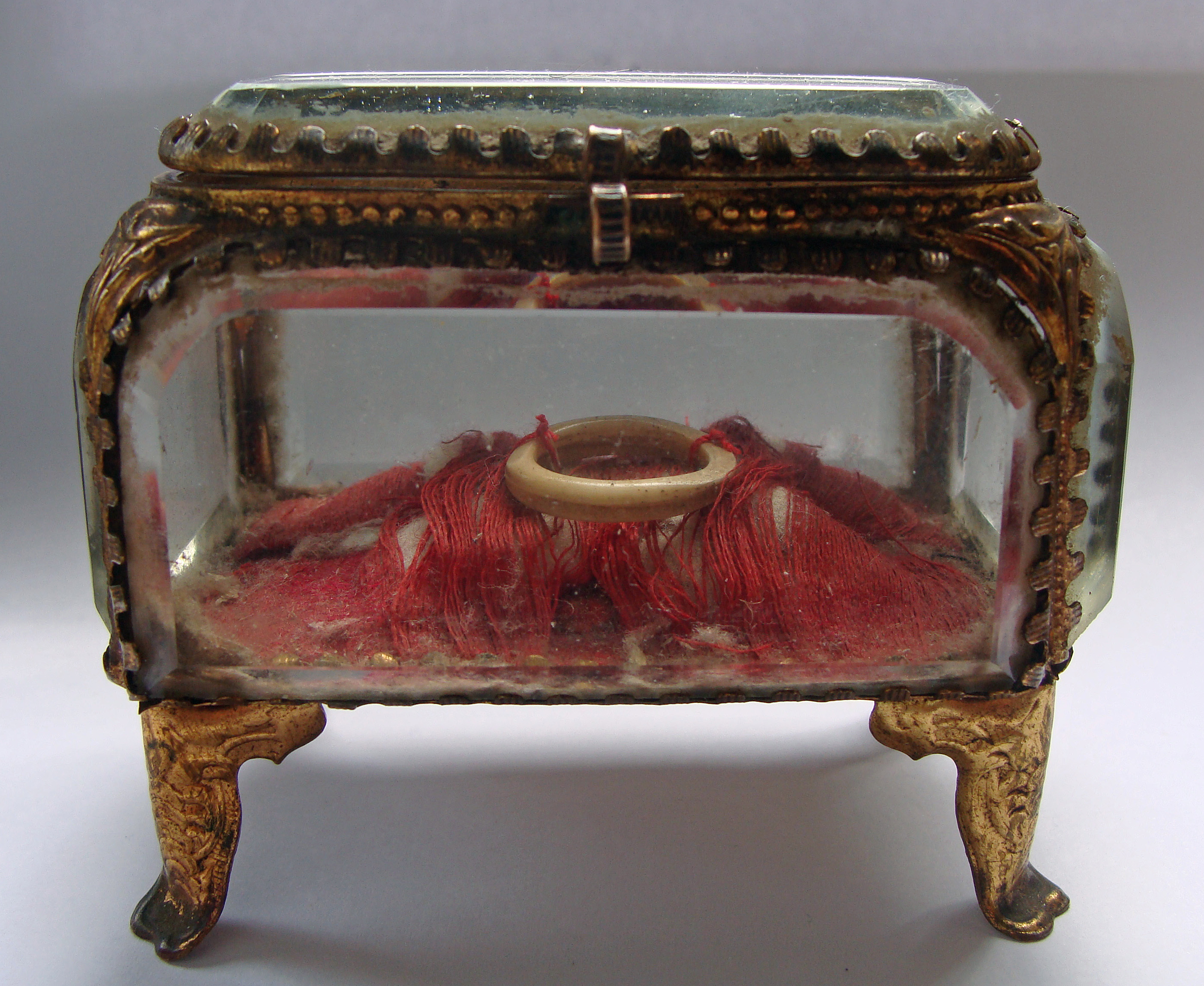
Reliquaire contenant la bague en ivoire de sainte Alice de Forbach.

## Histoire de la chapelle
Évoquée dès 1338 dans une lettre de l'évêque de Metz Adhémar de Monteil sous le nom de capella sancta crucis juxta Forbachum, elle est sans doute construite au XIIIe siècle. Elle fut fortement remaniée aux XIVe et XVe siècles. Elle était sans doute la propriété des voués de Hombourg-Haut depuis 1257. Elle est très endommagée pendant la guerre de Trente Ans. En 1684, elle est aux mains des barons von der Leyen. 
Elle revient ensuite aux seigneurs de Forbach et, propriété de la comtesse Marianne Camasse épouse de Christian IV de Deux-Ponts, elle est confisquée en 1793 pendant la Révolution. Durant cette période elle subit de nombreuses dégradations et une partie des statues n'est sauvée que parce qu'elles sont cachées ou murées par la population locale. La chapelle revient ensuite à la comtesse Marianne puis à ses héritiers avant d'être rachetée par la famille de Wendel en 1824. 
La chapelle fait l’objet d’une inscription au titre des monuments historiques depuis le 14 septembre 1937.
En 1946, elle devient propriété des houillères du bassin de Lorraine. 
La ville de Forbach rachete l'édifice en piteux état en 1969 pour le prix symbolique d'un franc. 
La chapelle est restaurée à partir de 1978 sous l'impulsion conjointe de l'association des Amis de la chapelle Sainte-Croix et de la ville de Forbach.

## Architecture
La chapelle Sainte-Croix est une chapelle-halle. La nef carrée est en pierres de grès taillées. Ces pierres portent de nombreux trous de pinces de levage et des joints au mortier. Le chœur est de construction beaucoup moins régulière. Il y eut primitivement deux bâtiments distincts comme en témoigne le décalage entre les axes des deux parties : la future nef, ancienne maison d'habitation massive, et le chœur qui formait un tout fermé. 
La nef est plus ancienne que le chœur. Le chœur date de la seconde moitié du XIIIe siècle. Il comporte des fenêtres gothiques dont l'une est partiellement murée.
L'origine de la chapelle est obscure. Il peut s'agir d'une ancienne maison forte datant au moins du XIIIe siècle ou bien d'une dépendance du château.
Au pied de l'autel, quatre chercheurs ont découvert le 24 novembre 1978, une tombe à niche céphalique taillée dans le roc destinée à une personne de haute taille, mais frêle, de sexe féminin. Cette tombe a été restaurée.
À l'intérieur de la chapelle l'on peut observer un tympan sculpté du XIIIe siècle représentant le Christ en croix.

## Calvaires
Autour de la chapelle, sont dressés plusieurs groupes sculptés appartenant à différentes époques: croix de chemin, calvaires, statues diverses.

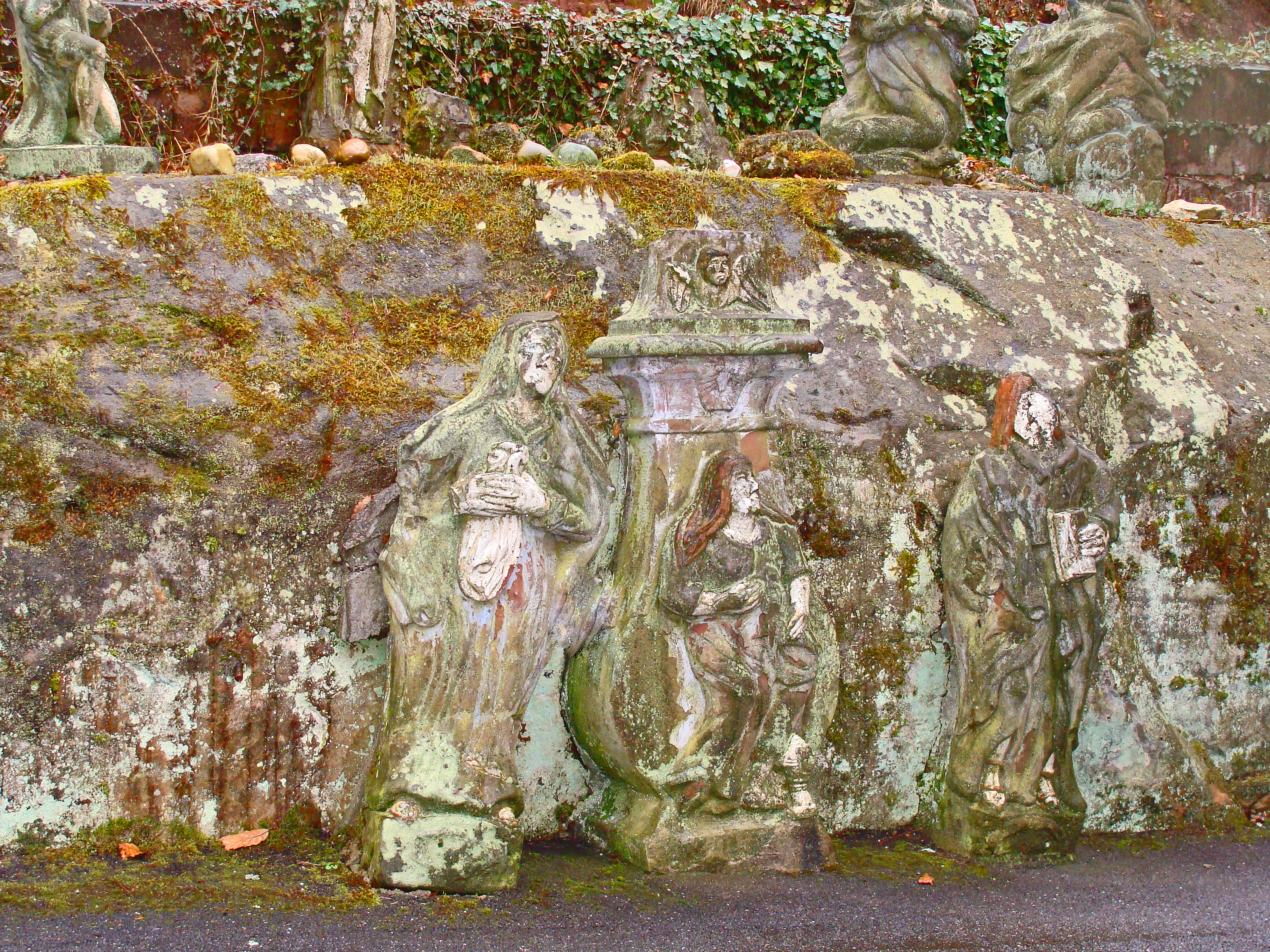
Calvaire sculpté dans le rocher
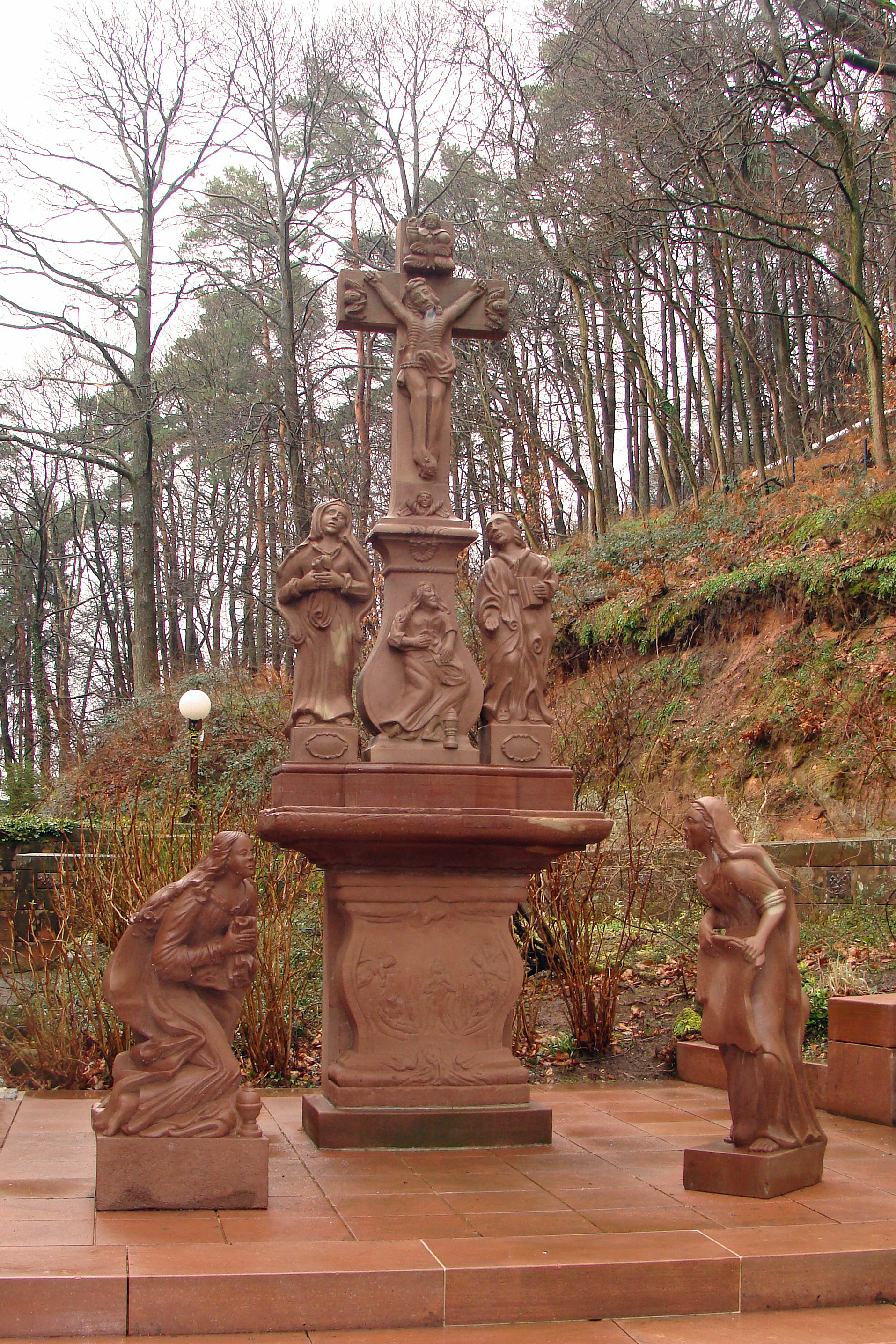
Calvaire de l'entrée
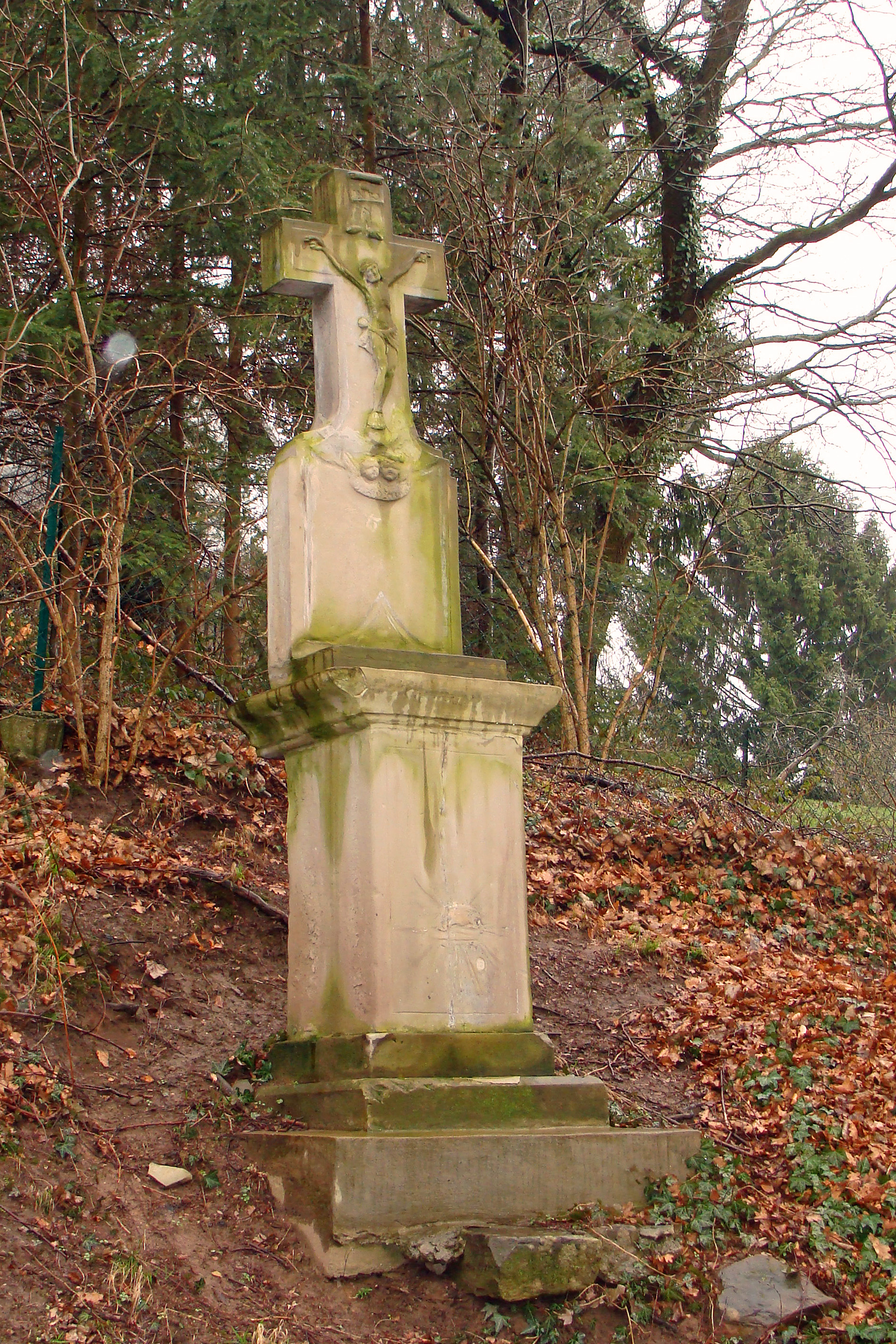
Croix de chemin de la chapelle
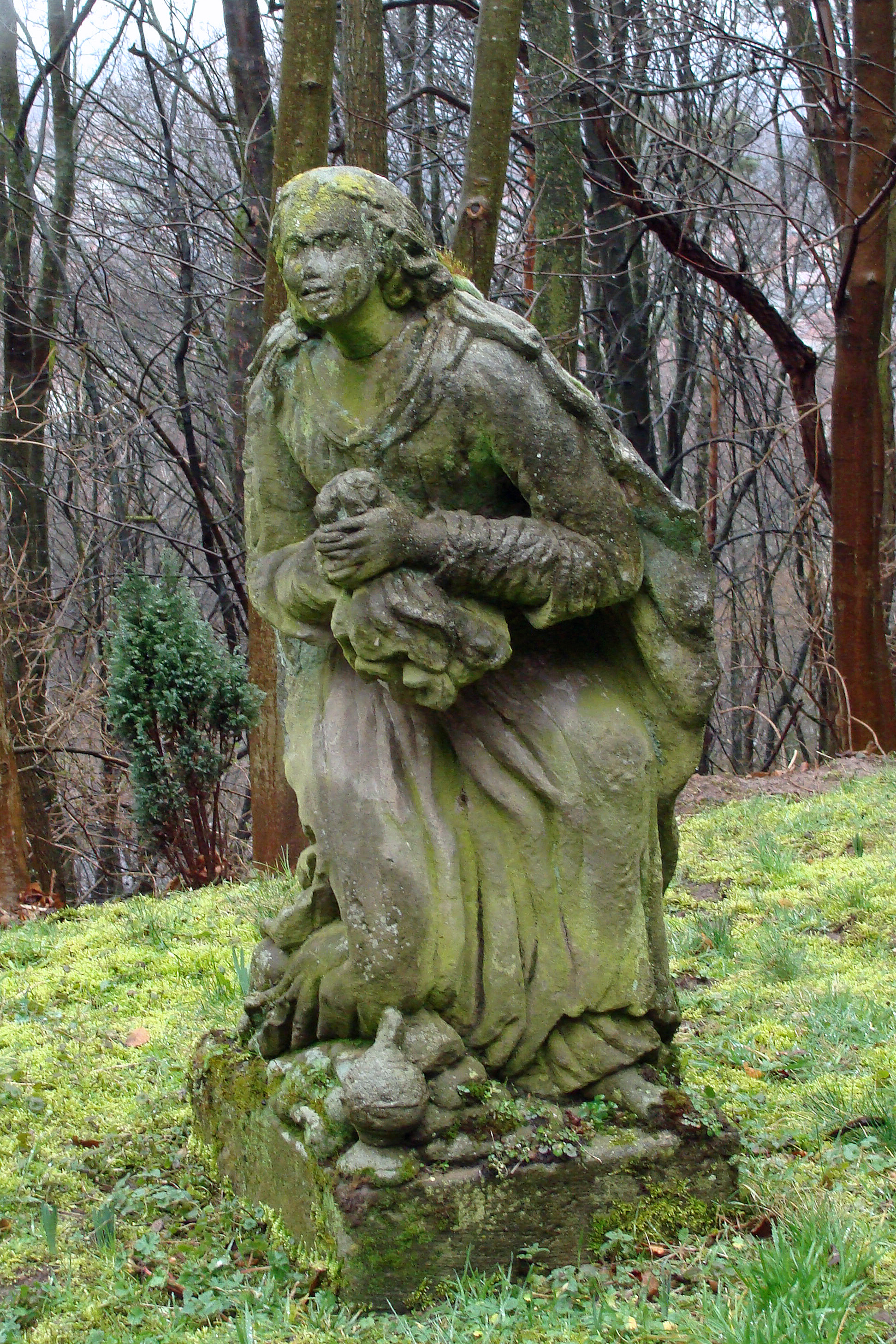
Sculpture de Marie de Magdala

## Légende d'Alice de Forbach
Selon la légende, Alice de Werd, dite « Alice de Forbach », fille de Theodorich von Werd (Thierri de Woerth en Alsace), comte de Rixingen (Réchicourt-le-Château en Lorraine), qui aimait se faire courtiser provoqua la rivalité entre deux frères: les seigneurs de Siersburg et Felsberg (voir aussi Teufelsburg (de)) qui se battirent en duel. Prise de remords après la mort des deux jeunes gens et s'apercevant qu'elle aimait le seigneur de Siersburg, elle se retira du monde et construisit sur le mont Sainte-Croix un oratoire. Elle fut enterrée au pied de l'autel dans son oratoire et sa tombe fut l'objet d'une vénération populaire. Appelée parfois sainte Alice de Forbach, elle n'a jamais fait l'objet d'une canonisation officielle.

## Galerie photographique

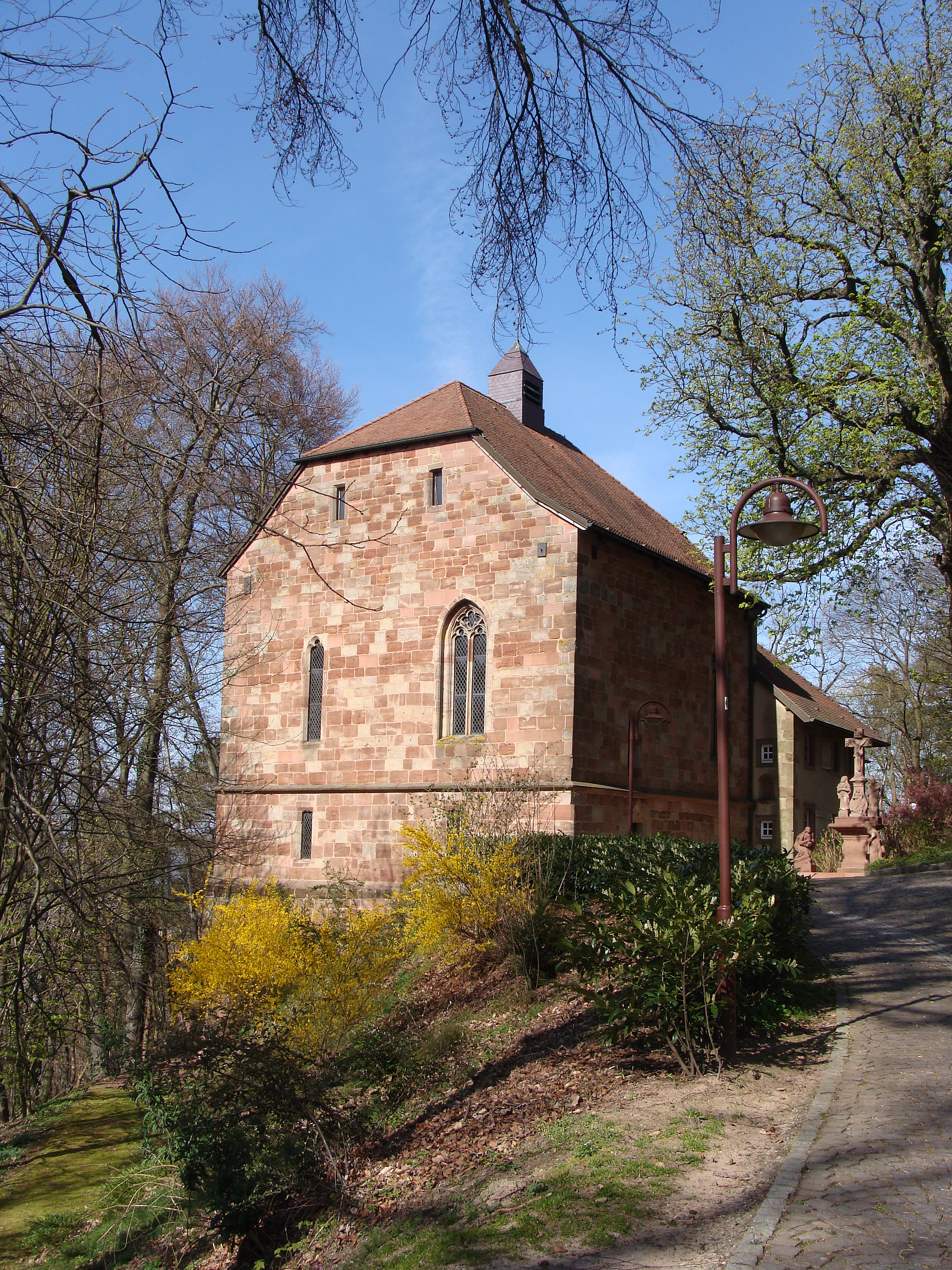
Vue latérale de la chapelle
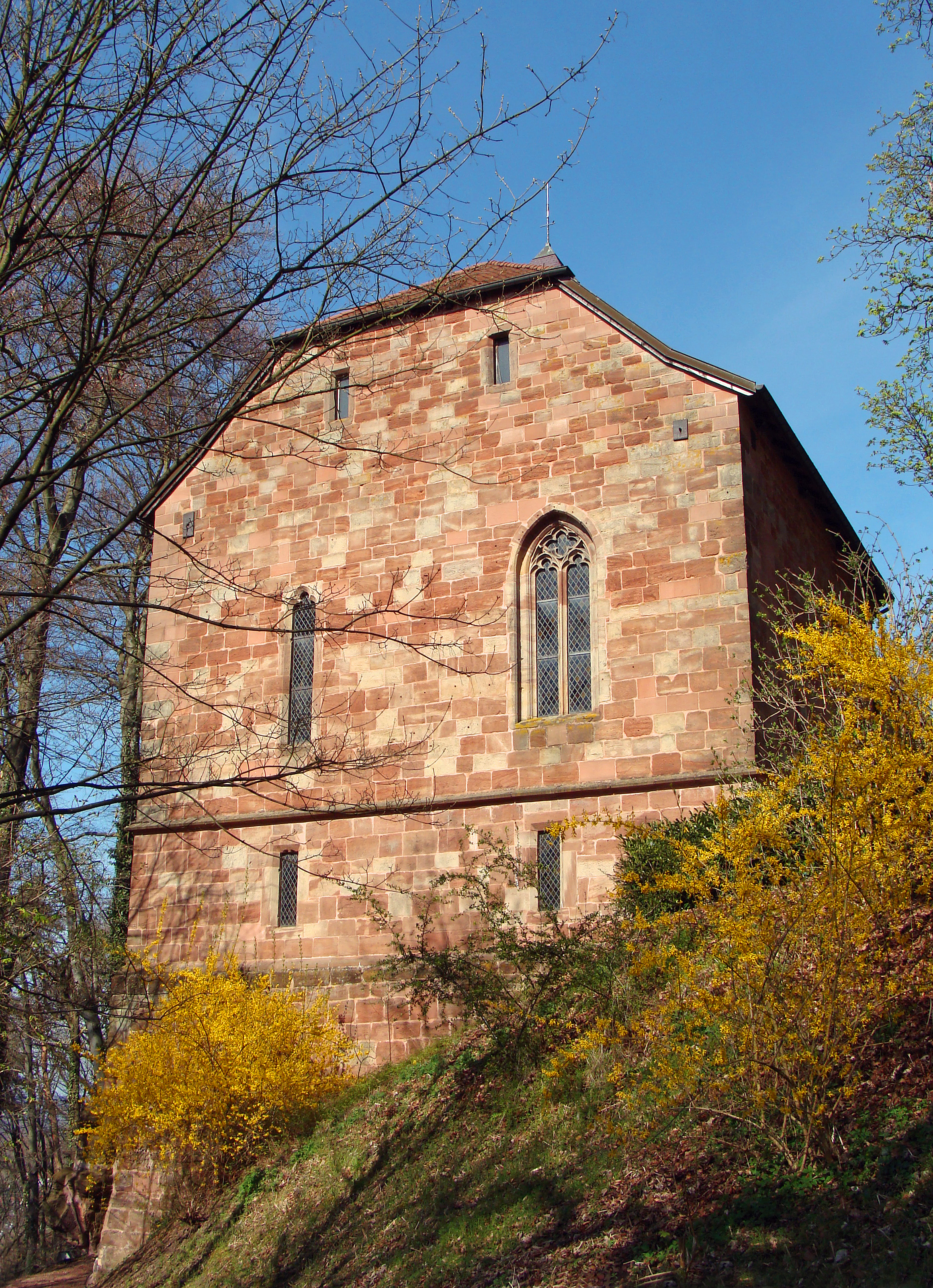
Fenêtres gothiques
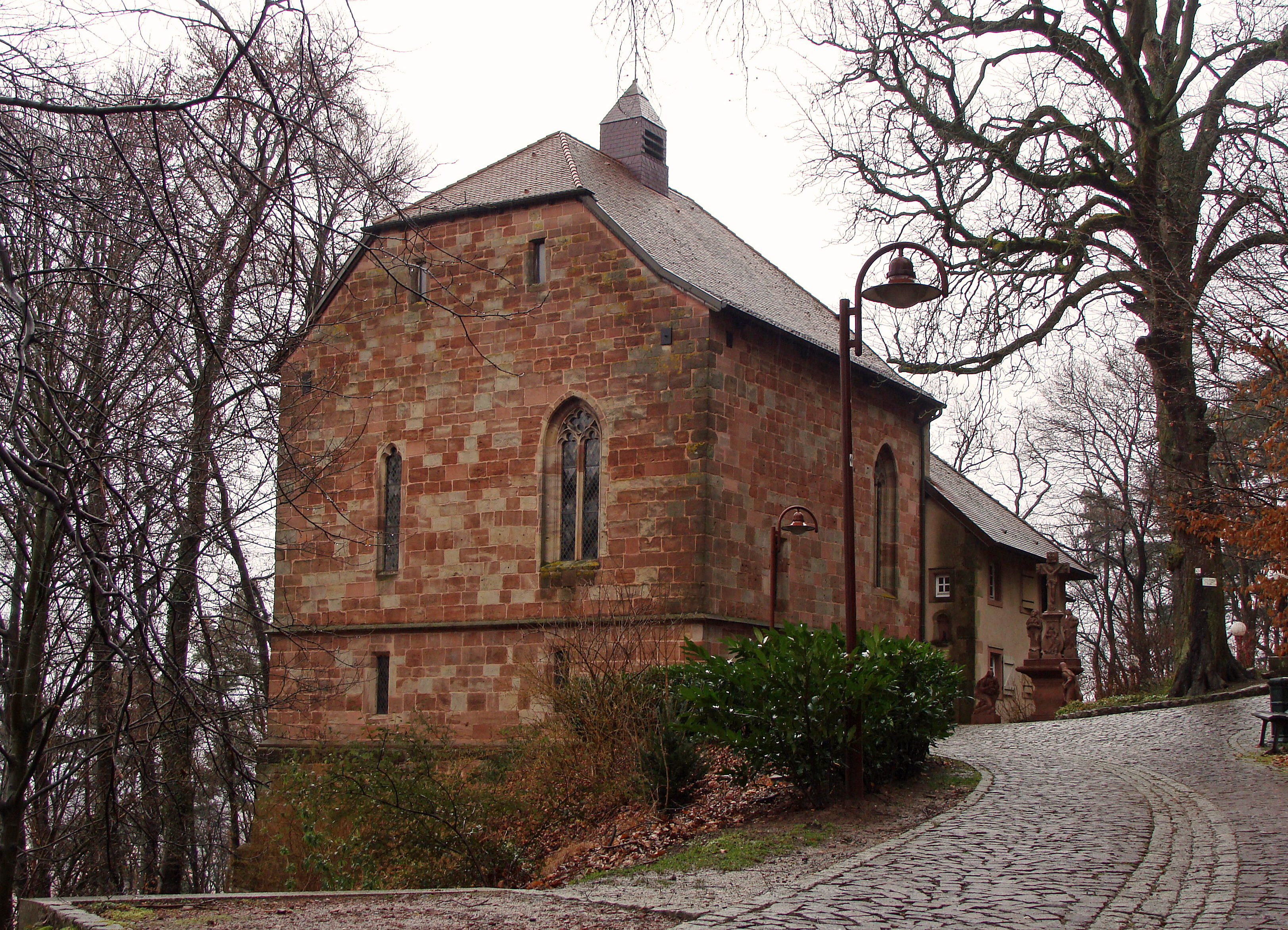
Vue de la chapelle Sainte-Croix
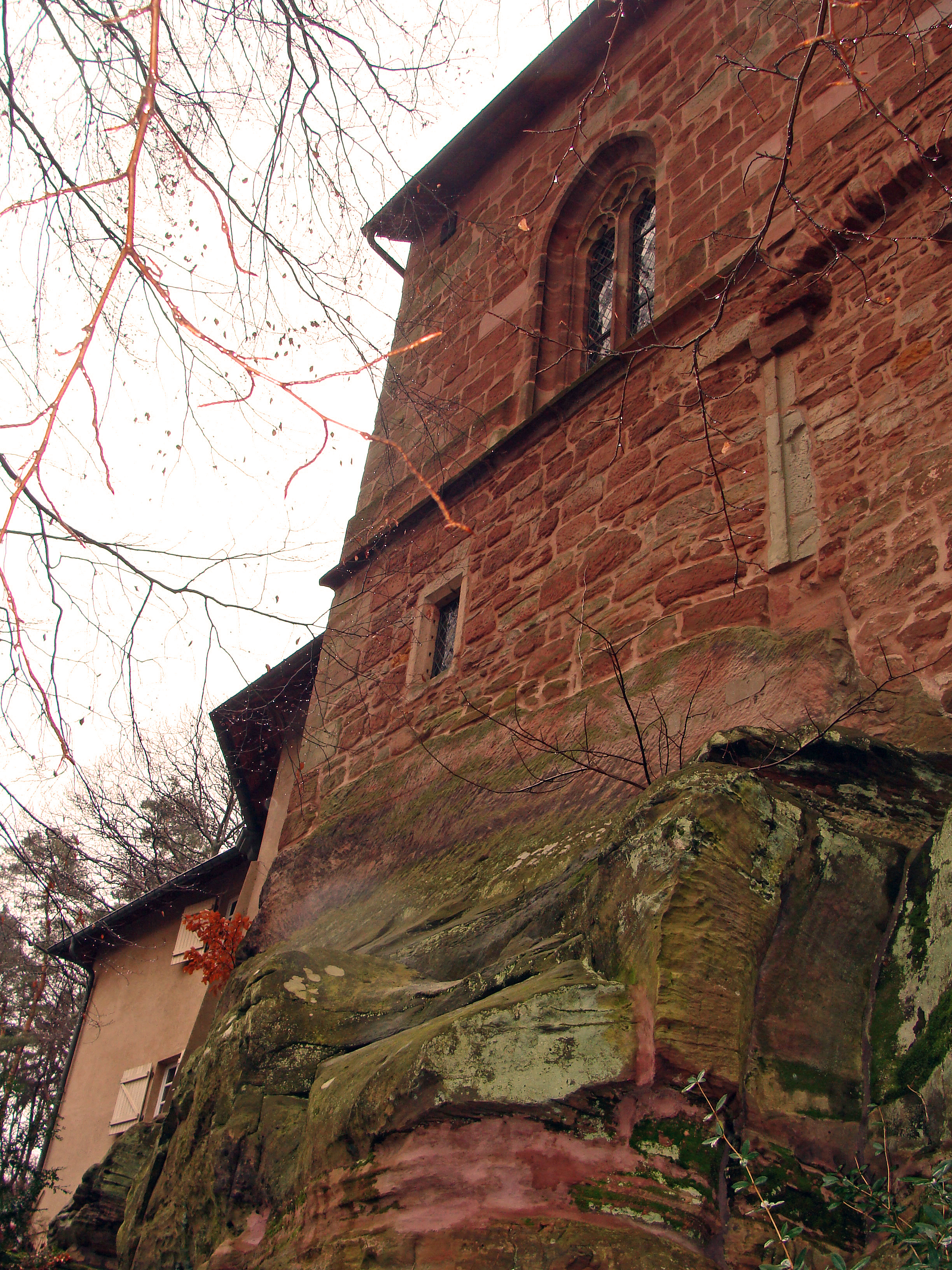
Vue du rocher de la chapelle
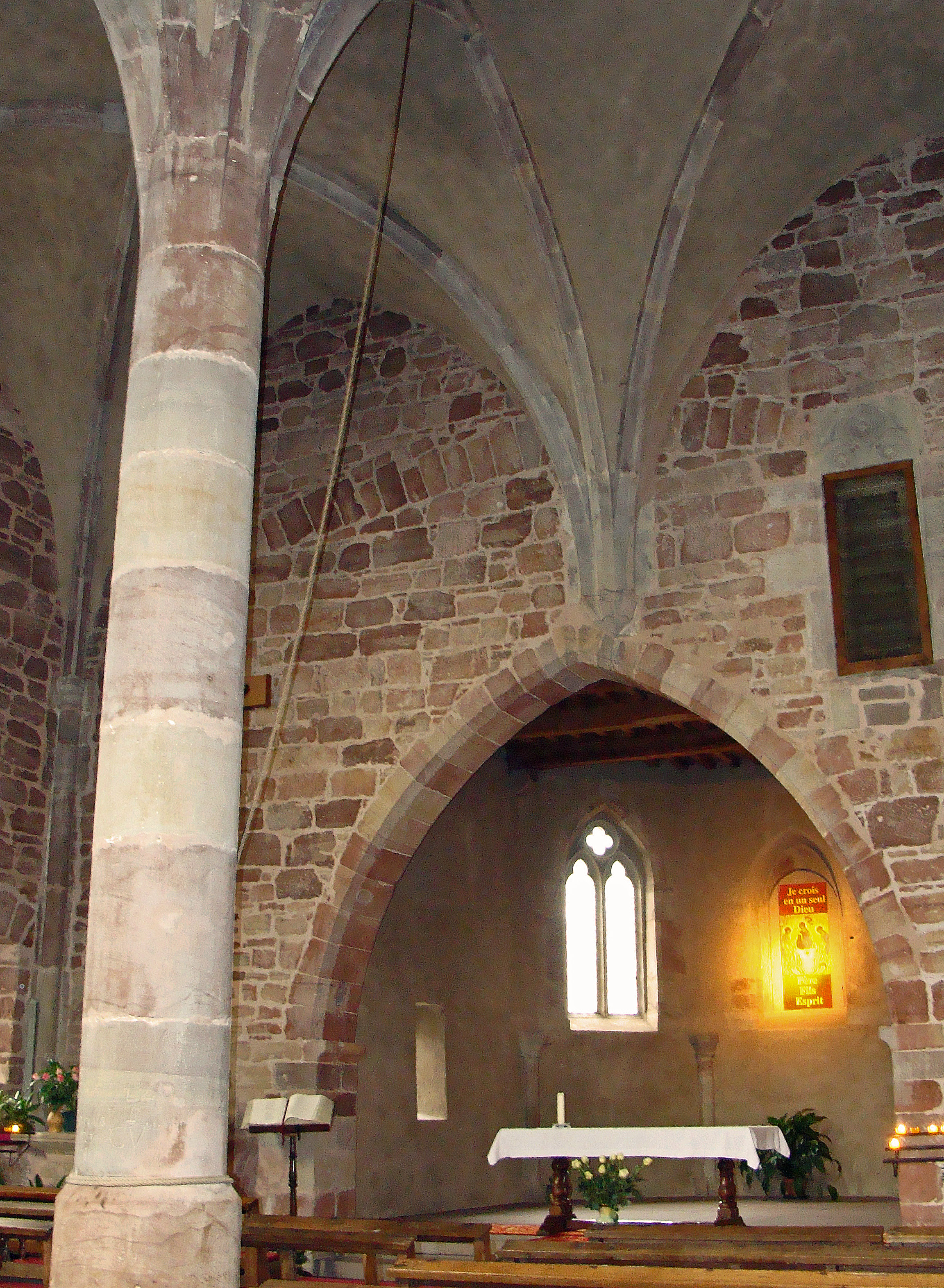
Vue intérieure (chœur)
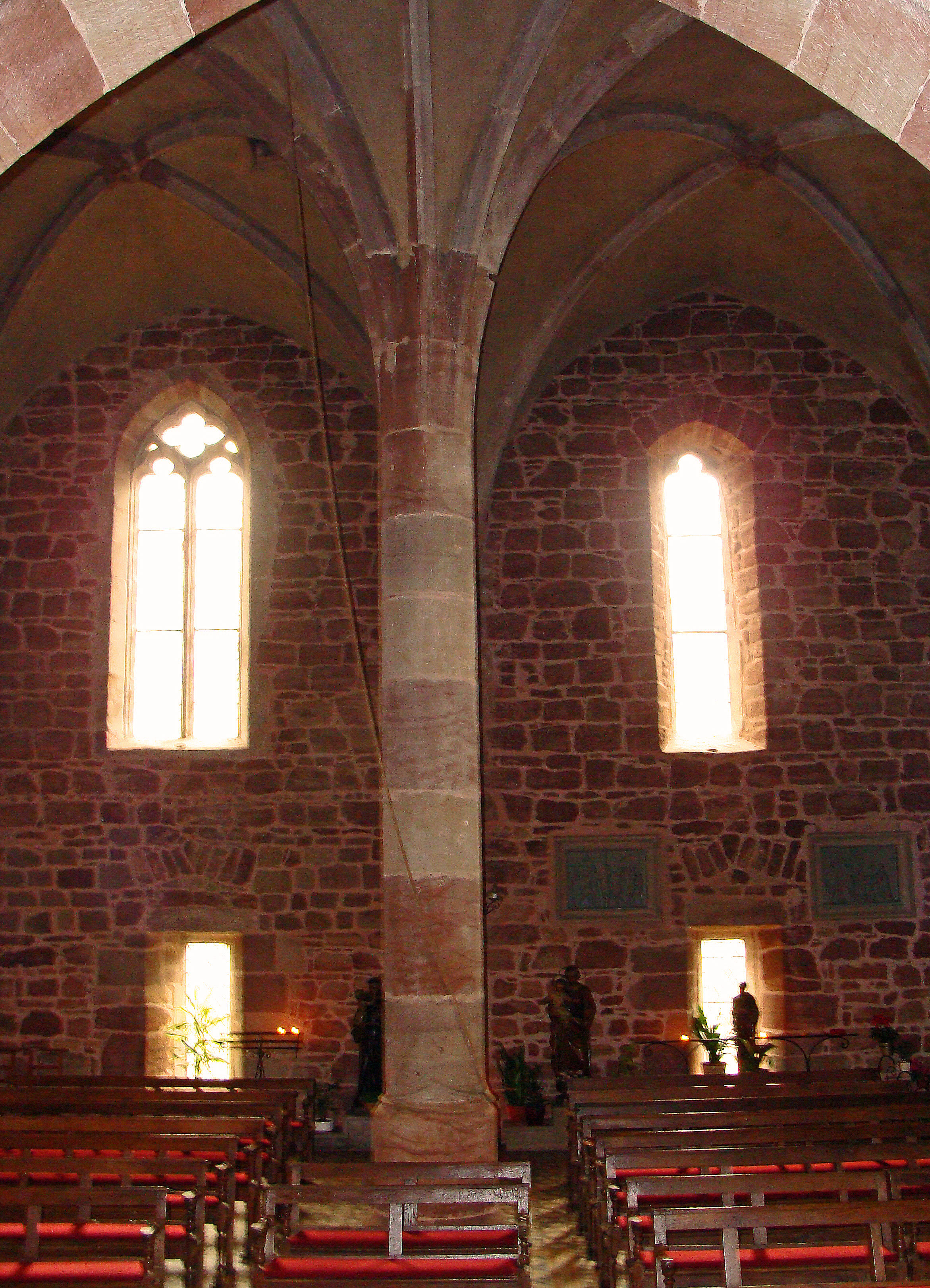
Vue intérieure (nef)
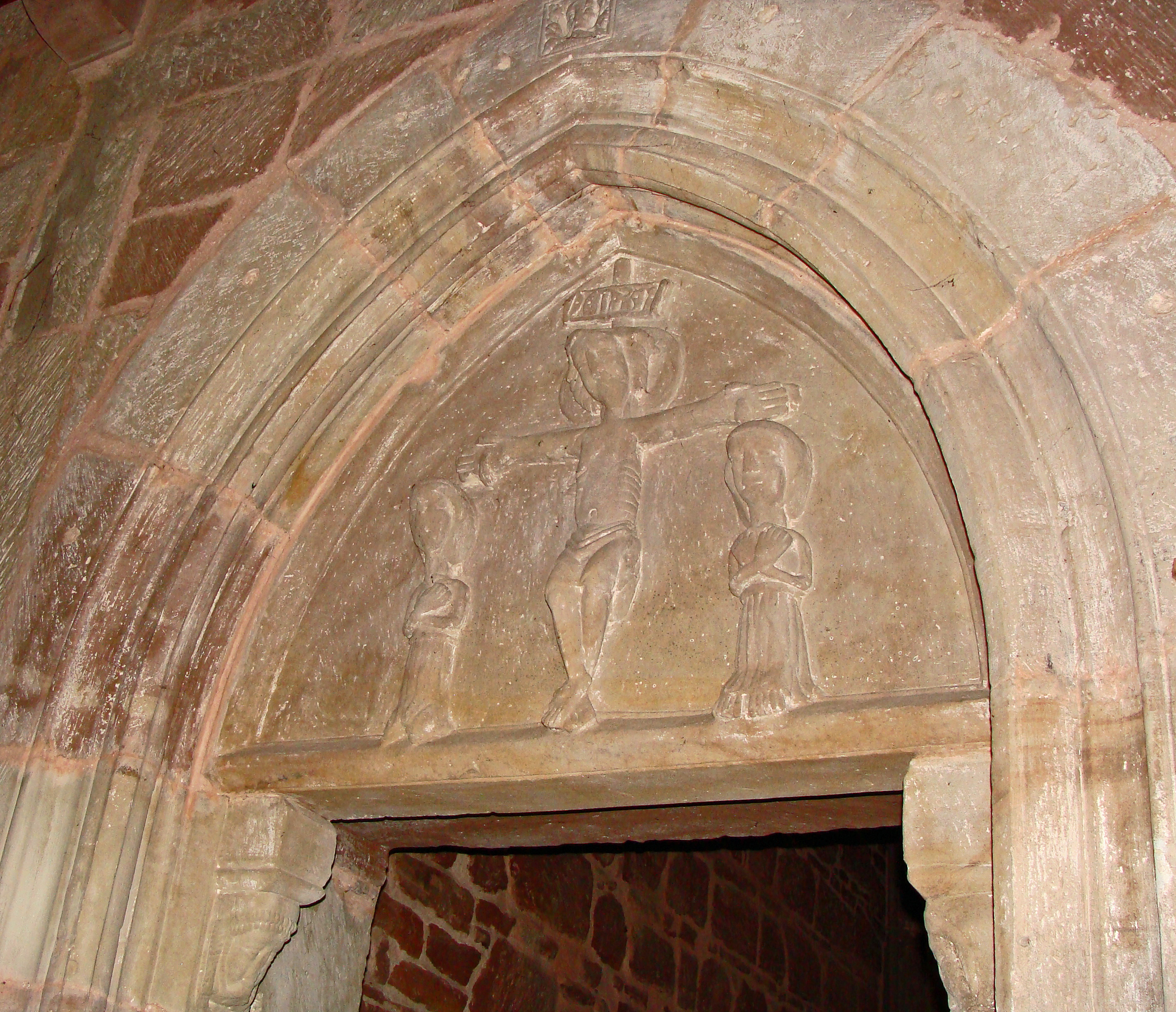
Vue du tympan du XIIIe siècle
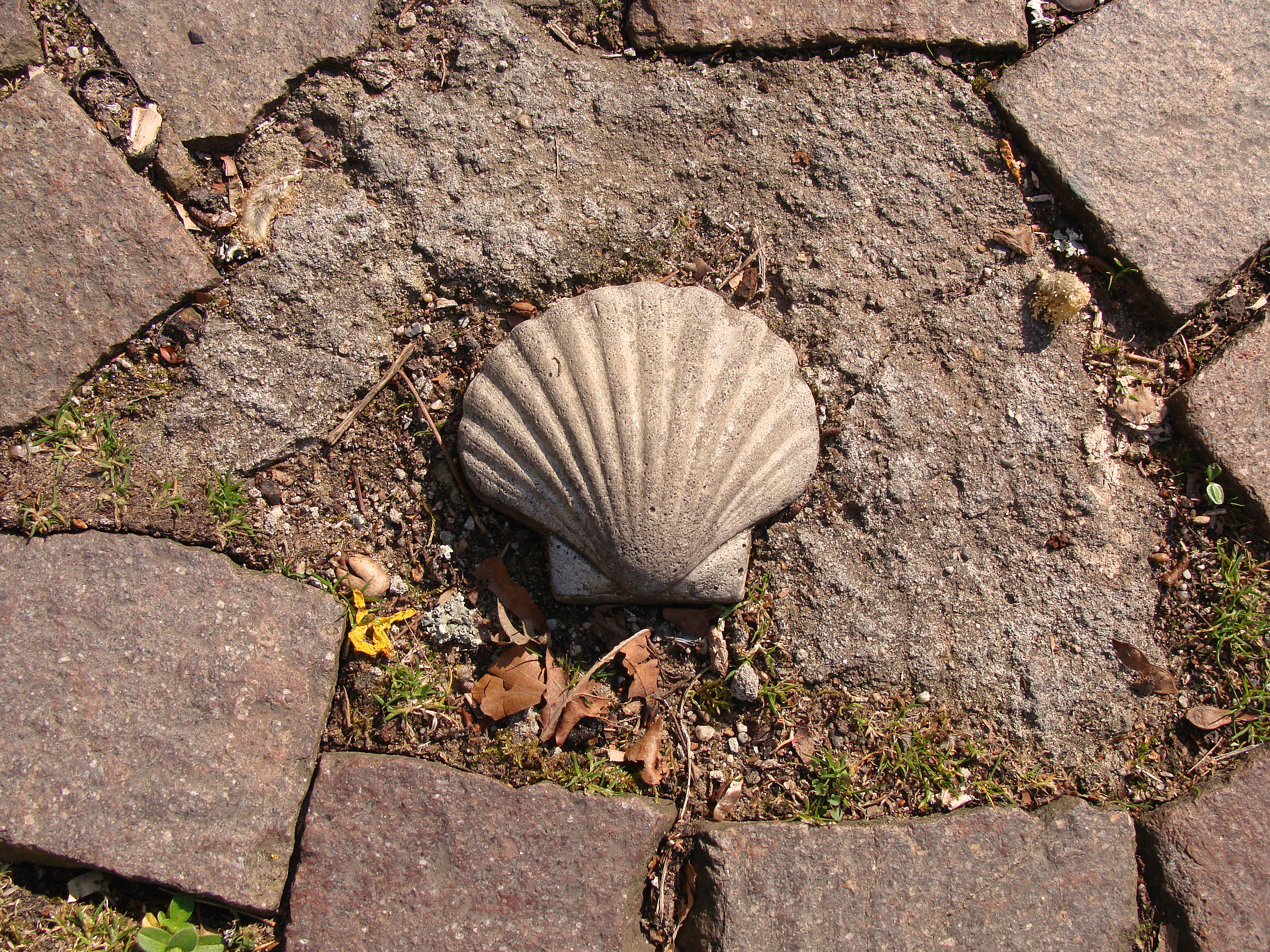
Sculpture d'une coquille marquant le chemin de Saint-Jacques de Compostelle